# Hickssche Nachfragefunktion
Als Hicks’sche Nachfragefunktion (auch: kompensierte Nachfragefunktion) bezeichnet man in der mikroökonomischen Theorie und insbesondere in der Haushaltstheorie eine Funktion, die die Nachfrage nach Gütern in Abhängigkeit von deren Preis und einem bestimmten (Mindest)nutzenniveau angibt, das insgesamt erlangt werden soll.
Die Nachfragefunktion trägt ihren Namen in Anlehnung an John Richard Hicks, der das Konzept der kompensierten Nachfrage 1939 erstmals formalisierte.

## Definition und Bedeutung

### Formale Darstellung
Man geht zunächst von einem Ausgabenminimierungsproblem aus, das durch
{\displaystyle \min _{(x_{1},\ldots ,x_{n})\in \mathbb {R} _{+}^{n}}\sum _{i=1}^{n}p_{i}x_{i}} unter der Nebenbedingung {\displaystyle u(x_{1},\ldots ,x_{n})\geq {\overline {u}}}
gegeben ist, wobei {\displaystyle u(\cdot )} stetig, streng monoton steigend, differenzierbar und strikt quasikonkav sei. {\displaystyle \mathbf {x} =(x_{1},\ldots ,x_{n})} ist der Vektor der nachgefragten Gütermengen und {\displaystyle \mathbf {p} =(p_{1},\ldots ,p_{n})} der dazugehörige Preisvektor.
Im genannten Problem werden die Gesamtausgaben für die {\displaystyle n} Güter aus dem Warenkorb minimiert, wobei aber ein gewisses Nutzenniveau gewahrt werden soll. Die Lösung eines solchen Ausgabenminimierungsproblems ist bestimmungsgemäß eine Funktion {\displaystyle \mathbf {x} ^{*}}, die anzeigt, welche Menge von den jeweiligen Gütern nachgefragt werden sollte, um das gegebene Nutzenniveau möglichst kostengünstig zu erzielen. Es ist folglich {\displaystyle \mathbf {x} ^{*}} eine Funktion des Preisvektors {\displaystyle \mathbf {p} } und des festgelegten Nutzenniveaus {\displaystyle {\overline {u}}}.
Man bezeichnet das so gegebene {\displaystyle \mathbf {x} ^{*}} als Hicks’sche Nachfrage und vereinbart {\displaystyle \mathbf {x} ^{*}(\mathbf {p} ,{\overline {u}})\equiv \mathbf {x} ^{h}(\mathbf {p} ,{\overline {u}})}.

### Vereinfachte Darstellung am Zwei-Güter-Fall
Das Ausgabenproblem reduziert sich im klassischen Zwei-Güter-Fall zu
{\displaystyle \min _{x_{1},x_{2}}p_{1}x_{1}+p_{2}x_{2}} unter der Nebenbedingung {\displaystyle u(x_{1},x_{2})\geq {\overline {u}}}.
Minimiert werden also die Gesamtausgaben für die beiden Güter {\displaystyle x_{1}} und {\displaystyle x_{2}} mit ihren jeweiligen Preisen {\displaystyle p_{1}} bzw. {\displaystyle p_{2}}. Die Lösung des Minimierungsproblems sind zwei Funktionen {\displaystyle x_{1}^{*}(p_{1},p_{2},{\overline {u}})} und {\displaystyle x_{2}^{*}(p_{1},p_{2},{\overline {u}})}, die in Abhängigkeit von den Güterpreisen (aller Güter!) sowie dem mindestens gewünschten Nutzenniveau anzeigen, wie viel optimalerweise von Gut 1 bzw. Gut 2 konsumiert werden soll. Diese Funktionen bezeichnet man als Hicks’sche Nachfragen und schreibt {\displaystyle x_{1}^{h}} bzw. {\displaystyle x_{2}^{h}}.

### Beispiel
Im Beispiel betrage der Preis von Gut 1 {\displaystyle p_{1}} und derjenige von Gut 2 {\displaystyle p_{2}}. Der Konsument beziehe seinen Nutzen ausschließlich aus diesen beiden Gütern. Seine Nutzenfunktion lautet {\displaystyle u(x_{1},x_{2})=x_{1}x_{2}^{2}}. Wir formulieren das nun folgende Optimierungsproblem zur Vereinfachung mit Gleichheitsrestriktion ({\displaystyle u(x_{1},x_{2})={\overline {u}}}), was durch die Eigenschaften der Nutzenfunktion gerechtfertigt ist. Das Minimierungsproblem lautet:
{\displaystyle \min _{x_{1},x_{2}}p_{1}x_{1}+p_{2}x_{2}} unter der Nebenbedingung {\displaystyle x_{1}x_{2}^{2}={\overline {u}}}
Die korrespondierende Lagrange-Funktion lautet {\displaystyle {\mathcal {L}}(x_{1},x_{2},\lambda )=p_{1}x_{1}+p_{2}x_{2}+\lambda ({\overline {u}}-x_{1}x_{2}^{2})}. Die Optimalitätsbedingungen lauten
1. {\displaystyle \partial {\mathcal {L}}/\partial x_{1}=p_{1}-\lambda ^{*}\left(x_{2}^{*}\right)^{2}=0}
2. {\displaystyle \partial {\mathcal {L}}/\partial x_{2}=p_{2}-2\lambda ^{*}x_{1}^{*}x_{2}^{*}=0} und
3. {\displaystyle \partial {\mathcal {L}}/\partial \lambda ={\overline {u}}-x_{1}^{*}\left(x_{2}^{*}\right)^{2}=0}

Aus (1) und (2) folgt {\displaystyle x_{1}^{*}=x_{2}^{*}(p_{2}/2p_{1})} bzw. {\displaystyle x_{2}^{*}=2x_{1}^{*}(p_{1}/p_{2})}, eingesetzt in (3) folgen schließlich die Hicks’schen Nachfragen
{\displaystyle x_{1}^{*}(p_{1},p_{2},{\overline {u}})={\sqrt[{3}]{{\overline {u}}(p_{2}/2p_{1})^{2}}}} und
{\displaystyle x_{2}^{*}(p_{1},p_{2},{\overline {u}})={\sqrt[{3}]{2{\overline {u}}(p_{1}/p_{2})}}}.
Beachte, dass die Hicks’schen Nachfragen nach den beiden Gütern identisch sind, wenn der Preis von Gut 2 gerade doppelt so hoch wie der von Gut 1 ist.

## Eigenschaften der Hicks’schen Nachfragefunktion
Es lässt sich zeigen, dass {\displaystyle \mathbf {x} ^{h}(\mathbf {p} ,{\overline {u}})} unter den gegebenen Voraussetzungen unter anderem folgende Eigenschaften besitzt:
- Homogenität vom Grade null in {\displaystyle \mathbf {p} }.[2]
- Konvexe Menge.[3] {\displaystyle \mathbf {x} ^{h}(\mathbf {p} ,{\overline {u}})} ist eine konvexe Menge.
- Monoton fallend im eigenen Preis[4]: Die Ableitung der Hicks’schen Nachfrage für ein Gut {\displaystyle i} nach dem Preis dieses Gutes, {\displaystyle p_{i}}, ist nicht positiv:

{\displaystyle {\frac {\partial x_{i}^{h}(\mathbf {p} ,{\overline {u}})}{\partial p_{i}}}\leq 0\quad \forall i}
Dies folgt aus Shephards Lemma: Wegen {\displaystyle x_{i}^{h}(\mathbf {p} ,{\overline {u}})=\partial e(\mathbf {p} ,{\overline {u}})/\partial p_{i}} auch {\displaystyle \partial x_{i}^{h}(\mathbf {p} ,{\overline {u}})/\partial p_{i}=\partial ^{2}e(\mathbf {p} ,{\overline {u}})/\partial p_{i}^{2}}. Da die Ausgabenfunktion {\displaystyle e} aber konkav ist, ist diese partielle Ableitung {\displaystyle \leq 0}.

## Zusammenhang zur marshallschen Nachfrage
Wenngleich Hicks’sche Nachfragefunktionen eine wichtige Rolle in vielen Bereichen der Haushaltstheorie einnehmen, sind sie für sich betrachtet nicht direkt beobachtbar und insofern eine hypothetische Konstruktion. Während marshallsche Nachfragefunktionen einer empirischen Analyse grundsätzlich zugänglich sind – man kann beispielsweise beobachten, wie sich die Nachfrage einer Person nach einem Gut verändert, wenn sich ihr Einkommen oder der Güterpreis verändert –, trifft dies auf kompensierte Nachfragefunktionen nicht zu, da ihr Kernelement, die Nutzenabwägung, einer Betrachtung von außen verborgen bleibt. Allerdings besteht zwischen Hicks’scher Nachfrage und ihrem marshallschen Pendant ein enger Zusammenhang, der es beispielsweise erlaubt, die Ableitung der Hicks’schen Nachfrage nach einem Gut nach dessen eigenem oder einem anderen Preis – das heißt also {\displaystyle \partial x_{i}^{h}(\mathbf {p} ,{\overline {u}})/\partial p_{j}\;\forall i,j} – anhand von partiellen Ableitungen der marshallschen Nachfragefunktion zu berechnen (Slutsky-Zerlegung).
Tatsächlich sind marshallsche und Hicks’sche Nachfragefunktion überdies sogar selbst funktional verbunden:
Dualität von marshallscher und Hicks’scher Nachfragefunktion:
Sei die Präferenzordnung der Konsumenten durch eine reellwertige und auf {\displaystyle \mathbb {R} _{+}^{n}} stetige, streng monoton steigende und strikt quasikonkave Nutzenfunktion {\displaystyle u} repräsentierbar und repräsentiert. Sei weiter {\displaystyle x_{i}(\mathbf {p} ,y)} die marshallsche Nachfrage nach einem Gut {\displaystyle i}, {\displaystyle e(\mathbf {p} ,{\overline {u}})} eine Ausgabenfunktion und {\displaystyle v(\mathbf {p} ,y)} eine indirekte Nutzenfunktion zum Einkommensniveau {\displaystyle y}. Dann gilt:
1. {\displaystyle x_{i}(\mathbf {p} ,y)=x_{i}^{h}(\mathbf {p} ,v(\mathbf {p} ,y))}
2. {\displaystyle x_{i}^{h}(\mathbf {p} ,{\overline {u}})=x_{i}(\mathbf {p} ,e(\mathbf {p} ,{\overline {u}}))}